# Manuel Parra
Pour les articles homonymes, voir Parra.
Manuel Parra Fernández, né à Séville (Espagne) le 7 mars 1797, mort à Séville le 20 novembre 1829, était un matador espagnol.

## Présentation
Il prend l’alternative le 16 juin 1828. Il est gravement blessé dans les arènes de Madrid le 25 octobre 1829 par le taureau « Melenito » de la ganadería de Don Lizarso Pérez Laborda. Il meurt à Séville le 20 novembre suivant, des suites de ses blessures.